# Batthyány tér (Budapešť)
Batthyány tér (v češtině doslova Batthyányho náměstí) je náměstí v hlavním městě Maďarska, Budapešti. Nachází se na budínské straně města, v 1. správním obvodu. Naproti němu stojí maďarský parlament. Přiléhá k Dunaji a nabízí zajímavé výhledy na město. Pojmenované je podle premiérovi a šlechticovi Lajosovi Batthyánym.
Na náměstí stojí Kostel svaté Anny, dále potom tržnice a nedaleko i Kostel Stigmat svatého Františka. Po přiléhajícím nábřeží jezdí tramvaje. V podzemí je potom stejnojmenná stanice metra a podzemní stanice příměstské železnice. Náměstí má podobu pěší zóny.